# حكومة عبد الله النسور الثانية
حكومة عبد الله النسور الثانية هي الحكومة رقم 98 منذ إعلان استقلال إمارة شرق الأردن عام 1921 والخامسة عشر في عهد الملك عبدالله الثاني. أدت الحكومة اليمين الدستورية بتاريخ 30 آذار 2013، واستمرت في عملها حتى 29 مايو 2016، وضمت 19 وزيرا بما فيهم الرئيس. وفي 23 نيسان (أبريل) 2013، منح البرلمان الأردني الثقة للحكومة بـ 83 صوتاً مؤيداً و65 صوتاً معارضاً.
تعتبر هذه الحكومة هي الأصغر من بين الحكومات في عدد أعضائها منذ عام 1967.

## كتاب التكليف
عهد الملك عبد الله الثاني إلى عبدالله النسور بتشكيل الحكومة مرة أخرى خلفا لحكومته السابقة التي كان يرأسها، والتي قدمت استقالتها في 27 يناير 2013 بعد حل مجلس النواب كما ينص الدستور. تسلم عبدالله النسور كتاب التكليف السامي في 9 آذار 2013.

## تشكيل الحكومة
تكوّنت الحكومة من 19 حقيبة. في حين تكونت الحكومة الأولى من 21 حقيبة وزارية. احتفظ أربعة من الوزراء السابقين بمناصبهم من الحكومة الأولى. في حين انضم إلى الفريق الحكومي 9 وزراء جدد. تضمنت الحكومة وزيرة سيدة واحدة فقط وهي ريم أبو حسان والتي عيّنت وزيرة للتنمية الاجتماعية. لم يكن أي من الوزراء عضواً في مجلس الأمة الأردني.
شهدت هذه الحكومة تغيرات كبيرة في عدد الوزارات ومسمياتها واختصاصاتها، فتم فصل وزارة الشؤون البلدية عن وزارة المياه والري وإلحاقها بوزارة الداخلية، وفصل وزارة التعليم العالي والبحث العلمي ووزارة التربية والتعليم إلى وزارتين كما كان سابقا، ودمج وزارة المياه والري مع وزارة الزراعة، وفصل وزارة النقل عن وزارة الطاقة والثروة المعدنية وإلحاقها بوزارة العمل.

|    | حكومة عبد الله النسور الأولى                                 | حكومة عبد الله النسور الأولى | حكومة عبدالله النسور الثانية                                          |                       |
|    | الوزارة                                                      | الوزير                       | الوزارة                                                               | الوزير                |
| -- | ------------------------------------------------------------ | ---------------------------- | --------------------------------------------------------------------- | --------------------- |
| 1  | رئيس مجلس الوزراء وزير الدفاع                                | عبدالله النسور               | رئيس مجلس الوزراء وزير الدفاع                                         | عبدالله النسور        |
| 2  | وزارة الداخلية                                               | عوض خليفات                   | وزارة الداخلية والشؤون البلدية                                        | حسين هزاع المجالي     |
| 3  | وزارة الأوقاف والشؤون والمقدسات الإسلاميـة                   | عبد السلام العبادي           | وزارة الأوقاف والشؤون والمقدسات الإسلاميـة                            | محمد نوح القضـاة      |
| 4  | وزارة المالية                                                | سليمان الحافظ                | وزارة المالية                                                         | أمية طوقــان          |
| 5  | وزارة الخارجية                                               | ناصر جودة                    | وزارة الخارجية وشؤون المغتربين                                        | ناصر جودة             |
| 6  | وزارة الصناعة والتجارة ووزارة الاتصالات وتكنولوجيا المعلومات | حاتم الحلواني                | وزارة الصناعة والتجارة والتموين ووزارة الاتصالات وتكنولوجيا المعلومات | حاتم الحلواني         |
| 7  | وزارة الطاقة والثروة المعدنية ووزارة النقـل                  | علاء البطاينة                | وزارة الطاقة والثروة المعدنيـة                                        | مالك عطالله الكباريتي |
| 8  | وزارة العدل                                                  | غالب الزعبي                  | وزارة العدل وزير دولة لشؤون رئاسة الوزراء                             | أحمد زيـادات          |
| 9  | وزارة التخطيط والتعاون الدولي                                | جعفر حسان                    | وزارة التخطيط والتعاون الدولي ووزارة السياحة والآثار                  | إبراهيم سيف           |
| 10 | وزارة التعليم العالي والبحث العلمي ووزارة التربية والتعليم   | وجيه عويس                    | وزارة التعليم العالي والبحث العلمــي                                  | أمين محمود            |
| 10 | وزارة التعليم العالي والبحث العلمي ووزارة التربية والتعليم   | وجيه عويس                    | وزارة التربية والتعليم                                                | محمد الـوحش           |
| 11 | وزارة الأشغال العامة والإسكان                                | يحيى الكسبي                  | وزارة الأشغال العامة والإسكان                                         | وليد المصــري         |
| 12 | وزارة التنمية الاجتماعية                                     | وجيه طيب عزايـزة             | وزارة التنمية الاجتماعية                                              | ريم ممدوح أبوحســــان |
| 13 | وزارة الصحة                                                  | عبد اللطيف وريكات            | وزارة الصحة ووزارة البيئة                                             | مجلـي محيلان          |
| 14 | وزارة تطوير القطاع العام                                     | خليف الخوالدة                | وزارة تطوير القطاع العام                                              | خليف الخوالــدة       |
| 15 | وزارة السياحة والآثار ووزارة البيئة                          | نايف الفايز                  | وزارة الثقافــة                                                       | بركات عوجـان          |
| 16 | وزارة الزراعة                                                | أحمد آل خطاب                 | وزارة المياه والري ووزارة الزراعة                                     | حازم الناصر           |
| 17 | وزارة الشؤون البلدية ووزارة المياه والري                     | ماهر أبو السمن               |                                                                       |                       |
| 18 | وزير دولة لشؤون رئاسة الوزراء                                | نوفان العجارمة               |                                                                       |                       |
| 19 | وزير دولة لشؤون الإعلام ووزارة الثقافة                       | سميح المعايطة                | وزير دولة لشؤون الاعلام ووزيرا للشؤون السياسيــة البرلمانيــة         | محمد المومني          |
| 20 | وزارة التنمية السياسية ووزارة الشؤون البرلمانية              | بسام حدادين                  |                                                                       |                       |
| 21 | وزارة العمل                                                  | نضال قطامين                  | وزارة العمل ووزارة النقل                                              | نضال القطامين         |

## التعديلات الوزارية

### التعديل الأول
بلغ عدد التعديلات التي أجراها رئيس الوزراء عبد الله النسور على هذه الحكومة وحتى استقالتها 5 تعديلات، جاء التعديل الأول في 21 أغسطس 2012 أي بعد 5 أشهر تقريبا على تشكيل الحكومة، ورفع هذا التعديل عدد أعضاء الحكومة إلى 26 وزیراً، بعد دخول 13 وزیرا جدیدا وخروج 5 وزراء وانضمام سیدتان، وأبرز ما جاء في هذا التعديل هو إلغاء دمج بعض الحقائب الوزاریة باستثناء حقیبتي العمل والسیاحة والاثار، وزیادة التمثیل النسائي:
| خرج من الفريق الحكومي | خرج من الفريق الحكومي                    | إنضم إلى الفريق الحكومي | إنضم إلى الفريق الحكومي                  |
| الوزير                | الوزارة                                  | الوزير                  | الوزارة                                  |
| --------------------- | ---------------------------------------- | ----------------------- | ---------------------------------------- |
| مالك الكباریتي        | وزیر الطاقة                              | محمد حامد               | وزیر الطاقة والثرورة المعدنیة            |
| محمد نوح القضاة       | وزیر الاوقاف والشؤون والمقدسات الاسلامیة | هايل داود               | وزیر الاوقاف والشؤون والمقدسات الاسلامیة |
| مجلي محیلان           | وزیر الصحة والبیئة                       | علي حیاصات              | وزیر الصحة                               |
| محمد الوحش            | وزیر التربیة والتعلیم                    | محمد ذنیبات             | وزیر التربیة والتعلیم                    |
| بركات عوجان           | وزیر الثقافة                             | لانا مامكغ              | وزیر الثقافة                             |
|                       |                                          | عزام سلیط               | وزیر الاتصال وتكنولوجیا المعلومات        |
|                       |                                          | لینا شبیب               | وزیر النقل                               |
|                       |                                          | خالد الكلالدة           | وزیر الشؤون السیاسیة والبرلمانیة         |
|                       |                                          | سمیر التلھوني           | وزیر العدل                               |
|                       |                                          | سلامة النعیمات          | وزیر دولة                                |
|                       |                                          | عاكف الزعبي             | وزیر الزراعة                             |
|                       |                                          | طاھر الشخشیر            | وزیر البیئة                              |
|                       |                                          | سامي ھلسة               | وزیر الاشغال العامة والاسكان             |

### التعديل الثاني
أجري التعديل الوزاري الثاني في 2 مارس 2015، وتضمن تعيين نائبين لرئيس الوزراء، وخروج 4 وزراء، وفصل بعض الوزارات عن بعضها، ورفع التمثيل النسائي مرة أخرى إلى 4 سيدات بعد انضمام مجد شويكة للفريق الحكومي:
| خرج من الفريق الحكومي | خرج من الفريق الحكومي                                                 | إنضم إلى الفريق الحكومي | إنضم إلى الفريق الحكومي                             |
| الوزير                | الوزارة                                                               | الوزير                  | الوزارة                                             |
| --------------------- | --------------------------------------------------------------------- | ----------------------- | --------------------------------------------------- |
| محمد حامد             | وزیر الطاقة والثرورة المعدنیة                                         | محمد الذنيبات           | نائبا لرئيس الوزراء ووزيرا للتربية والتعليـم        |
| حاتم الحلواني         | وزارة الصناعة والتجارة والتموين ووزارة الاتصالات وتكنولوجيا المعلومات | "محمد ناصر" سامي جودة   | نائبا لرئيس الوزراء ووزيرا للخارجية وشؤون المغتربين |
| أمين محمود            | وزارة التعليم العالي والبحث العلمــي                                  | عماد فاخوري             | وزيرا للتخطيط والتعاون الدولي                       |
| عزام سليط             | وزیر الاتصال وتكنولوجیا المعلومات                                     | نايف الفايز             | وزيرا للسياحة والآثـار                              |
|                       |                                                                       | نضال القطـامين          | وزيرا للعمل                                         |
|                       |                                                                       | إبراهيم سيف             | وزيرا للطاقة والثروة المعدنية                       |
|                       |                                                                       | مها عبد الرحيم علـي     | وزيرا للصناعة والتجارة والتموين                     |
|                       |                                                                       | لبيب خضرا               | وزيرا للتعليم العالي والبحث العلمي                  |
|                       |                                                                       | مجد شويكـة              | وزيرا للاتصالات وتكنولوجيا المعلومات                |

### التعديل الثالث
أجري التعديل الوزاري الثالث في 19 مايو 2015 واقتصر على وزارة الداخلية، حيث خرج حسين هزاع المجالي وحل مكانه سلامه حماد السحيم.

### التعديل الرابع
أجري التعديل الوزاري الرابع في 9 تشرين الثاني 2015، واقتصر على وزارتي المالية والنقل:
| خرج من الفريق الحكومي | خرج من الفريق الحكومي | إنضم إلى الفريق الحكومي | إنضم إلى الفريق الحكومي |
| الوزير                | الوزارة               | الوزير                  | الوزارة                 |
| --------------------- | --------------------- | ----------------------- | ----------------------- |
| أمية طوقان            | وزارة المالية         | عمر زهير ملحس           | وزارة المالية           |
| لينا شبيب             | وزیر النقل            | أيمن عبد الكريم حتاحت   | وزیر النقل              |

### التعديل الخامس
أجري التعديل الوزاري الخامس في 19 نيسان 2016، واقتصر على وزارتي الداخلية والشؤون السياسية والبرلمانية:
| خرج من الفريق الحكومي | خرج من الفريق الحكومي             | إنضم إلى الفريق الحكومي | إنضم إلى الفريق الحكومي           |
| الوزير                | الوزارة                           | الوزير                  | الوزارة                           |
| --------------------- | --------------------------------- | ----------------------- | --------------------------------- |
| سلامة حماد            | وزارة الداخلية                    | مازن تركي القاضي        | وزارة الداخلية                    |
| خالد الكلالدة         | وزارة الشؤون السياسية والبرلمانية | يوسف عبدالله الشواربة   | وزارة الشؤون السياسية والبرلمانية |

## الاستقالة
قدمت الحكومة استقالتها بتاريخ 29 مايو 2016، بعد أن أصدر الملك عبدالله الثاني قرارا بحل مجلس النواب كما ينص الدستور.